# Варфоломей (Любарский)
Епископ Варфоломей (в миру Владимир (или Василий) Павлович Любарский; 15 (25) июля 1699, посад Мена, Черниговский полк — 4/5 июня 1774, Вятка) — епископ Русской православной церкви, епископ Вятский и Великопермский.

## Биография
Родился в семье священника в селе Мены Черниговской губернии. Близкий родственник митрополита Платона (Любарского), составившего его биографию.
Образование получил в Черниговской духовной школе (коллегиуме), где был учеником Антония (Сахновского), потом в Киевской духовной академии.
25 апреля 1729 года Гедеоном (Вишневским) пострижен в монашество.
По приглашению архиепископа Гедеона (Вишневского) в 1729—1744 годах был последовательно преподавателем всех классов, префектом, ректором в Смоленской славяно-латинской школе (семинарии).
С 1738 года — архимандрит Смоленского Авраамиева монастыря.
В 1739 году (по другим данным, в 1738 году) по оговору иеромонаха Кирилла (Ярошевича), позже казнённого в Смоленске, провёл 2 месяца в заключении в Тайной канцелярии, но был оправдан.
С 29 июня 1745 года — архимандрит Пафнутиева Боровского монастыря Калужской епархии.
С 1747 года — архимандрит Ярославского Спасского монастыря Ростовской епархии, где завёл семинарию. Благодаря этой работе, в семинарии был создан приличный преподавательский состав, а в Ростовской епархии появились очень хорошие проповедники.
9 мая 1758 года назначен архиепископом Вятским и Великопермским. 19 июля 1758 года хиротонисан. 15 октября 1758 года прибыл в Вятку.
Скончался 4 июня 1774 года. Погребён в вятском Троицком кафедральном соборе.